# Villers-sur-Authie
Villers-sur-Authie é uma comuna francesa na região administrativa de Altos da França, no departamento de Somme. Estende-se por uma área de 12,01 km². Em 2010 a comuna tinha 481 habitantes (densidade: 40 hab./km²).